# Adam Mahrburg
Adam Mahrburg (6 agosto 1855 – Varsavia, 13 novembre 1913) è stato un filosofo polacco.

## Biografia
Adam Mahrburg era un filosofo e un teorico della conoscenza. Insegnò nell'università segreta di Varsavia e pubblicato in riviste scientifiche e divulgative.
Era un esponente del determinismo.

## Opere
- Teoria celowości ze stanowiska naukowego (The Theory of Purpose from a Scientific Standpoint, 1888),
- Co to jest nauka (What Is Science? 1897)